# スマハラ サバドゥ
『スマハラ サバドゥ』は、2016年4月2日から2018年3月31日までKBCラジオで放送されていた音楽番組である。

## 概要
大人向けの音楽とトークを中心とする内容で放送。サバドゥ (sábado) とはポルトガル語で土曜日を意味する言葉である。
番組は原則として毎週土曜 17:00 - 21:00（日本標準時）に生放送されているが、同日に福岡ソフトバンクホークス戦がナイターで行われる週には22:00までの放送となる。その際には21:00から放送の『土曜の夜はSEXY』は休止になり、その1時間分も足して17:00 - 17:55を本番組の第1部 → 17:55 - 試合終了は『KBCホークスナイタースペシャル』 → 21:00 - 22:00は本番組の第2部という構成になる（ナイター中継は本番組のコーナー扱い）。試合展開によっては、ナイター終了後の第2部も短縮・休止となる場合がある。ホークス戦がナイターでなく薄暮を含むデーゲームとなる週においては、中継は直前枠の『徳永玲子の午後はニコニコ』内で行われるが、本番組も試合終了後からの短縮版で放送される。
メッセージの宛先紹介の際、FAX番号の紹介は同局の富田薫アナウンサーによる収録音声が使用されている。
2018年3月31日をもって終了した。

## 出演者

### パーソナリティー
- スマイリー原島
- ルーシー (2016年10月~)

### レギュラー出演者
- 冨田浩二（「クイズDE・ドゥ」出題担当；「トミーQ」名義にて電話出演）

#### 過去のパーソナリティー
- 奥田智子（KBCアナウンサー）(2016年4月~2016年9月)